# Ferdinando Matarazzo
Ferdinando Matarazzo (1914 - 2003), filho do Conde Giuseppe Matarazzo di Licosa (primogênito do Conde Francesco Antonio Maria Matarazzo) e de Donna Anna de Notaristefani dei Duchi di Vastogirardi, nascido no Brasil, aos dois anos de idade emigrou para a Itália junto com seus pais aonde se formou. Em 1932, ano do seu decimo oitavo aniversario, foi chamado pelo seu avo, o Conde Francesco Matarazzo, para ser seu secretário particular, função que exerceu até 1937, ano do falecimento do Conde.

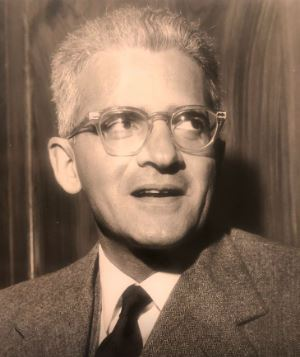
Ferdinando Matarazzo nos anos 1950

Após disso, foi eleito membro da diretoria e vice-presidente executivo do grupo, trabalhando em estreita colaboração com seu tio Francisco Matarazzo Jr. (Chiquinho), que assumiu a presidência das Indústrias Reunidas Fábricas Matarazzo (IRFM) após a morte de seu pai. Em 1954, deixou a empresa familiar para se dedicar aos seus próprios negócios no setor imobiliário, industrial e financeiro. Fundador do Banco Intercontinental do Brasil em parceria com o banco espanhol Santander. Após o falecimento do tio Chiquinho em 1977, foi convidado pela prima Maria Pia Matarazzo, que acabava de tomar posse como nova Presidente do grupo familiar, para voltar a assumir a vice-presidência operacional das IRFM. 
Sua contribuição para o Grupo Matarazzo e sua posterior dedicação aos negócios particulares mostram seu empreendedorismo e visão estratégica. O Banco Intercontinental do Brasil é um exemplo de seu sucesso no setor financeiro. Casado com Maria Teresa Giunta del Gallo di Roccagiovine (Mateta), teve quatro filhos (José, Fabio, Uberto e Priscilla). Deixou um legado importante tanto no âmbito familiar quanto nos negócios.